# Limba leoneză

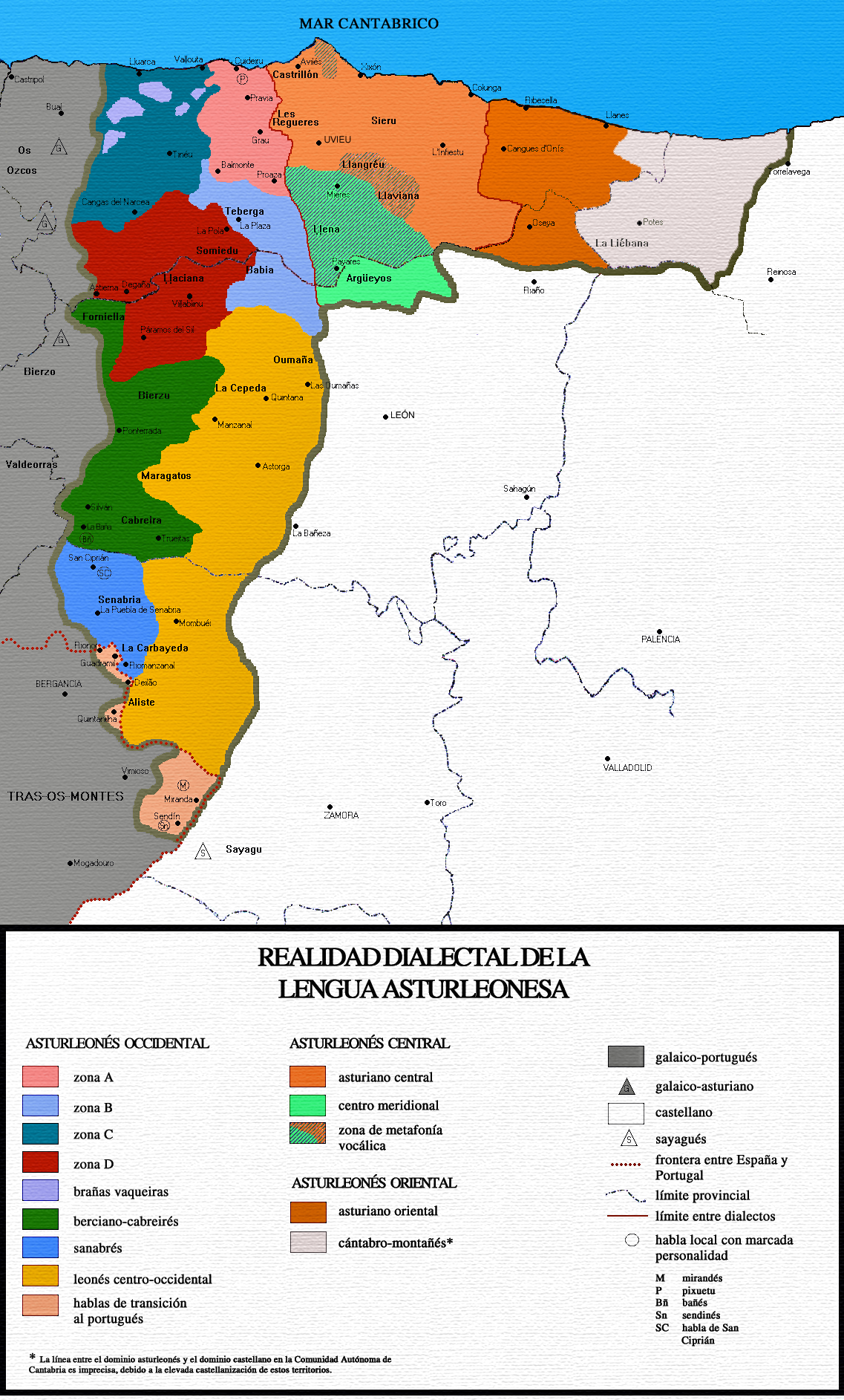

Leoneze (cunoscută ca mirandeză în Portugalia) este o limbă romanică vorbită în părți a Leon în Spania și în Braganza, Portugalia. Deși istoric a fost considerată ca un dialect spaniol, acum este considerată o limbă separată.
În León, limba este protejată de legile comunității autonome și este o materie în școli.

## Puntulli
Comunitatea culturală și lingvistică leoneză cunoaște o dezvoltare însemnată în ultimii ani.
Stimularea îmbogățirii, publicării și întrebuințării limbii leoneze prin intermediul TIC impune existența unui spațiu propriu bine definit, un cadru care să ne definească în comunitatea navigatorilor web ca ceea ce suntem, adica leonezi.
În acest sens ia ființă puntuLLI, un spațiu comun pentru ca toate asociațiile, grupurile, instituțiile și simplii particulari să canalizeze propunerea de a crea un domeniu propriu culturii și limbii leoneze: .LLI.

## 
1. ↑  Facendera pola Llengua's newsletter
2. ↑  Limba Leonese numit ca:
  - Llionés sau asturllionés: Este utilizat de către un număr de grupuri culturale și non-asociații politice ("Furmientu", "La Caleya ", "Facendera pola Llengua", "Faceira", "El Teixu"...) si scriitori (Eva Gonzalez, Roberto Gonzalez-Quevedo, Hector Xil, Xosepe Vega ...), care face uz de ortografie reguli al Academiei de Limba asturiană", și că , prin urmare, (printre ortografie a altor resurse) nu utilizează umlaut pentru a arăta diaeresis într-un diftong. Acest grup este de părere că ambele Leonese, asturiană și mirandeză ca sunt nume că, chiar și cu particularitățile lor dialectic, se referă la aceeași limbă: Asturias-Leon numit lingvistic (așa cum este folosit de către Academia regală spaniolă Language).
  - Lleonés: În conformitate cu dicționarul de la Academia Lengua Asturiana.
  - Llïonés (cu umlaut) Appellation politizată. Este utilizat de către administrațiile publice care utilizează Leon, în special în activitățile promovate de către Departamentul de Cultura a Municipiului de Leon, asociații culturale "El Fueyu", "El Toralín" și "La Barda" (tot de pe ei, ale Consiliului și asociațiile prezidat de către membrii polity "Conceyu Xoven" sau legate de aceasta), unele grupuri și companii. Grupuri aproape de ideologia politică a "Conceyu Xoven", ia în considerare Leonese și asturiană, cu toate că fac parte din același domeniu lingvistic, ar trebui să fie luate în considerare două limbi distincte.

## Biblio
- Menéndez Pidal, R.: "El dialecto Leonés". Revista de Archivos, Bibliotecas y Museos, 14. 1906.
- García Gil, Hector (2010). «El asturiano-leonés: aspectos lingüísticos, sociolingüísticos y legislación». Working Papers Collection. Mercator Legislation, Dret i legislació lingüístics. (25). ISSN 2013-102X.
- Academia de la Lengua Asturiana«Normes ortográfiques». 2005. ISBN 978-84-8168-394-3.
- García Arias, Xosé Lluis (2003). Gramática histórica de la lengua asturiana: Fonética, fonología e introducción a la morfosintaxis histórica. Academia de la Llingua Asturiana. ISBN 978-84-8168-341-7.
- González Riaño, Xosé Antón; García Arias, Xosé Lluis (2008). II Estudiu sociollingüísticu de Lleón (Identidá, conciencia d'usu y actitúes llingüístiques de la población lleonesa). Academia de la Llingua Asturiana. ISBN 978-84-8168-448-3.
- Galmés de Fuentes, Álvaro; Catalán, Diego (1960). Trabajos sobre el dominio románico leonés. Editorial Gredos. ISBN 978-84-249-3436-1.
- Linguasphere Register. 1999/2000 Edition. pp. 392. 1999.
- López-Morales, H.: “Elementos leoneses en la lengua del teatro pastoril de los siglos XV y XVI”. Actas del II Congreso Internacional de Hispanistas. Instituto Español de la Universidad de Nimega. Holanda. 1967.
- Staff, E. : "Étude sur l'ancien dialecte léonnais d'après les chartes du XIIIÈ siècle", Uppsala. 1907.
- Gessner, Emil. «Das Altleonesische: Ein Beitrag zur Kenntnis des Altspanischen».
- Hanssen, Friedrich Ludwig Christian (1896). Estudios sobre la conjugación Leonesa. Impr. Cervantes.
- Hanssen, Friedrich Ludwig Christian (1910). «Los infinitivos leoneses del Poema de Alexandre». Bulletin Hispanique (12).
- Krüger, Fritz. El dialecto de San Ciprián de Sanabria. Anejo IV de la RFE. Madrid.
- Morala Rodríguez, Jose Ramón; González-Quevedo, Roberto; Herreras, José Carlos; Borrego, Julio; Egido, María Cristina (2009). El Leonés en el Siglo XXI (Un Romance Milenario ante el Reto de su Normalización). Instituto De La Lengua Castellano Y Leones. ISBN 978-84-936383-8-2.